# Віола Реджо-Калабрія
Віола Реджо-Калабрія — баскетбольний клуб з міста Реджо-Калабрія, Італія.
Назва походить від Cestistica Piero Viola, баскетбольної команди, заснованої 1966 року суддею Джузеппе Віолою в пам'ять про свого брата П'єро, та розформованої 1997 року. Клуб було відновлено 1998 року та перейменовано на Basket Viola Reggio Calabria, але 2007 року він знову збанкрутував. У своєму сучасному вигляді клуб постав 2009 року, почавши виступи в аматорській серії B.

## Відомі гравці
- Олександр Волков
- Карлос Дельфіно
- Емануель Джинобілі

## Спонсори
- 1982-1984: Banca Popolare
- 1985/1986: Opel
- 1986-1989: Standa
- 1990-1993: Panasonic
- 1993-1995: Pfizer
- 2003/2004: Tris
- 2004/2005: Eurofiditalia
- 2009/2010: Liomatic